# Plutarco Elías Calles (Chiapas)
Plutarco Elías Calles es una ranchería del municipio de Pichucalco ubicado en la región Norte del estado mexicano de Chiapas.

## Geografía
La localidad de Plutarco Elías Calles se sitúa en las coordenadas geográficas 17°36′48″N 93°23′39″O / 17.613333, -93.394167, a una elevación de 32 metros sobre el nivel del mar.

## Demografía
Según el Conteo de Población y Vivienda 2020, efectuado por el Instituto Nacional de Estadística y Geografía, la localidad de Plutarco Elías Calles tiene 528 habitantes, de los cuales 270 son del sexo masculino y 258 del sexo femenino. La tasa de fecundidad es de 3.13 hijos por mujer y tiene 145 viviendas particulares habitadas.
| Gráfica de evolución demográfica de Plutarco Elías Calles entre 1940 y 2020 |
|                                                                             |
| INEGI.                                                                      |